# Мустин (Ратцебург)
Мустин (нем. Mustin) — община в Германии, в земле Шлезвиг-Гольштейн.
Входит в состав района Герцогство Лауэнбург. Подчиняется управлению Лауэнбургише Зеен. Население составляет 722 человека (на 31 декабря 2010 года). Занимает площадь 11,88 км².